# Határ úti autóbuszgarázs
A Debrecenben található Határ úti autóbuszgarázs üzemeltetője az INTER TAN-KER Zrt, aki a DKV Zrt.-vel közösen üzemelteti Debrecen tömegközlekedését.

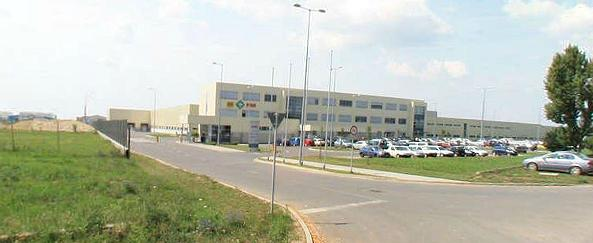
INTER TAN-KER Zrt.

## Története
A társaság az ISO EN 9001:2000 és az ISO 27001:2005 szabvány szerint működik. Az ISO EN 9001:2000 szabvány szerinti tanúsítás az Európai Unió finanszírozásával, az Európa Terv keretein belül valósult meg.

## Telephely
Debrecenben, a Határ úti Ipari Park területén egy 28.354 m² nagyságú telephelyből álló autóbuszgarázst alakítottak ki 2009-ben. A helyi közösségi közlekedést ellátó autóbuszok technikai kiszolgálására üzem-, és szerelőcsarnok, karosszériajavító műhely, személygépkocsi javító műhely, illetve komplett diagnosztikai sor  valósult meg. A telephely területén üzemanyagkút és kamionmosó is üzemel, továbbá egy minden igényt kielégítő, modern irodaház is épült.

## Szolgáltatások
- garanciális javítások elvégzése - szakszervizként történő üzemeltetés,
- járművek hatósági vizsgára való felkészítése, vizsgáztatása,
- járművek üzemanyaggal történő kiszolgálása,
- valamennyi típusú személy és haszon gépjármű javítása, karbantartása,
- baleseti biztosítások ügyintézése,
- busz-, és kamionmosó,
- járművek bérbeadása, karbantartása, üzemeltetése,
- szakmai továbbképzések szervezése,
- személygépjármű és kamion mentés.

## Járművek
- 85 db Alfa Cívis 12 típusú 3 ajtós szólóbusz
- 40 db Alfa Cívis 18 típusú 4 ajtós csuklósbusz